# Лопушнянські водограї
Лопушня́нські водогра́ї — геологічна пам'ятка природи місцевого значення в Україні. Розташована в межах Вижницького району Чернівецької області, на південний захід від села Лопушна.
Площа 16,4 га. Статус надано згідно з рішенням 20-ї сесії Чернівецької обласної ради IV скликання від 28.04.2005 року № 66-20/05. Перебуває у віданні ДП «Берегометське лісомисливське господарство» (Лопушнянське л-во, кв. 20, вид. 12 —13, урочище Козишино).
Статус надано з метою збереження каскаду мальовничих водоспадів та порогів сумарною висотою бл. 14 м. Є рідкісні ерозійні форми. Водограї розташовані на потоці Лопушна (басейн Сірету) та її лівій притоці, в межах гірського масиву Покутсько-Буковинські Карпати.